# Nina Kraljić
Nina Kraljić (Lipovljani, 4 april 1992) is een Kroatisch zangeres.

## Biografie
Kraljić raakte begin 2015 bekend in eigen land door haar deelname aan de eerste editie van de Kroatische versie van The Voice. Ze wist deze talentenjacht te winnen, wat haar een platencontract opleverde bij Universal. In het voorjaar van 2016 werd ze door de Kroatische openbare omroep intern geselecteerd om haar vaderland te vertegenwoordigen op het Eurovisiesongfestival 2016, dat gehouden werd in de Zweedse hoofdstad Stockholm. Ze behaalde er de 23ste plaats.
Na het festival won Kraljić de Barbara Dex Award, een prijs voor de slechtst geklede artiest dat jaar.
1993: Put · 
1994: Tony Cetinski · 
1995: Magazin & Lidija · 
1996: Maja Blagdan · 
1997: ENI · 
1998: Danijela · 
1999: Doris Dragović · 
2000: Goran Karan · 
2001: Vanna · 
2002: Vesna Pisarović · 
2003: Claudia Beni · 
2004: Ivan Mikulić · 
2005: Boris Novković · 
2006: Severina · 
2007: Dragonfly feat. Dado Topić · 
2008: Kraljevi Ulice & 75 Cents · 
2009: Igor Cukrov feat. Andrea Šušnjara · 
2010: Feminnem · 
2011: Daria Kinzer · 
2012: Nina Badrić · 
2013: Klapa s Mora · 
2016: Nina Kraljić · 
2017: Jacques Houdek · 
2018: Franka Batelić · 
2019: Roko · 
2021: Albina Grčić · 
2022: Mia Dimšić · 
2023: Let 3 · 
2024: Baby Lasagna · 
2025: Marko Bošnjak
- Gemeinsame Normdatei: 1115656449
- International Standard Name Identifier: 0000 0004 6299 5023
- MusicBrainz: f74b55bc-7c83-4815-9ad8-b9f7ee46ab65
- Virtual International Authority File: 5590147665828760670004
- WorldCat: E39PBJhRGHQ9jBrQfbRjPRGfv3